# Besdolus imhoffi
Besdolus imhoffi és una espècie d'insecte plecòpter pertanyent a la família dels perlòdids.

## Hàbitat
En el seu estadi immadur és aquàtic i viu a l'aigua dolça, mentre que com a adult és terrestre i volador.

## Distribució geogràfica
Es troba a Europa: Àustria, Bèlgica, Txèquia, Eslovàquia, França, Alemanya, Suïssa i Croàcia.